# Christian Ryan
Christian Ryan (Warrnambool, 5 de junio de 1977) es un deportista australiano que compitió en remo. Participó en los Juegos Olímpicos de Sídney 2000, obteniendo una medalla de plata en la prueba de ocho con timonel.

## Palmarés internacional
| Juegos Olímpicos | Juegos Olímpicos   | Juegos Olímpicos | Juegos Olímpicos |
| Año              | Lugar              | Medalla          | Prueba           |
| ---------------- | ------------------ | ---------------- | ---------------- |
| 2000             | Sídney (Australia) | Medalla de plata | Ocho con timonel |